# Fiat 1600 Sport
El Fiat 1600 Sport es un automóvil de turismo del segmento D, que fue fabricado por la filial argentina Fiat Concord, subsidiaria nacional de la mencionada casa automotriz. Se trató de un desarrollo netamente local, producido entre 1970 y 1978 y presentado como una solución comercial a los altos costos que insumía la producción del modelo Fiat 1500 Coupé Vignale al cual sustituyó.
Este vehículo fue presentado como complemento de la saga de modelos Fiat 1600, también de producción local pero derivado del sedán italiano Fiat 125. Al mismo tiempo, su producción se dividió en dos etapas, siendo la primera denominada como 1600 Sport y la segunda redenominada como 125 Sport, en consonancia con el lanzamiento definitivo del Fiat 125 argentino en 1972. Su producción finalizó en 1978, dos años antes de la  constitución de Sevel Argentina S.A. Si bien el final de su producción significó la salida de Fiat del segmento deportivo, no fue así del segmento D, ya que continuaría con la producción del 125 únicamente en su versión berlina, siendo lanzado en 1980 el Fiat Mirafiori.

## Historia

### Previa

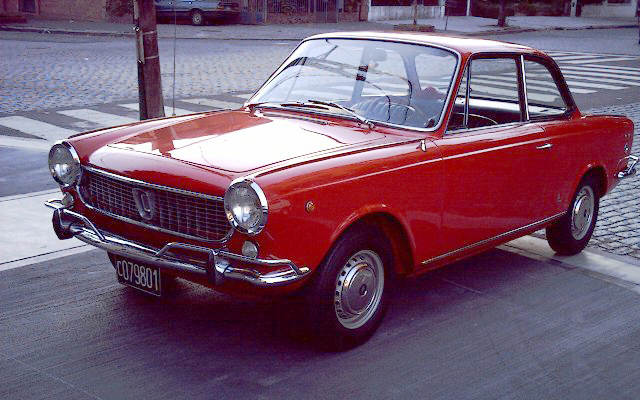
Fiat 1500 Coupé, modelo sobre el que se basó el 1600 Sport

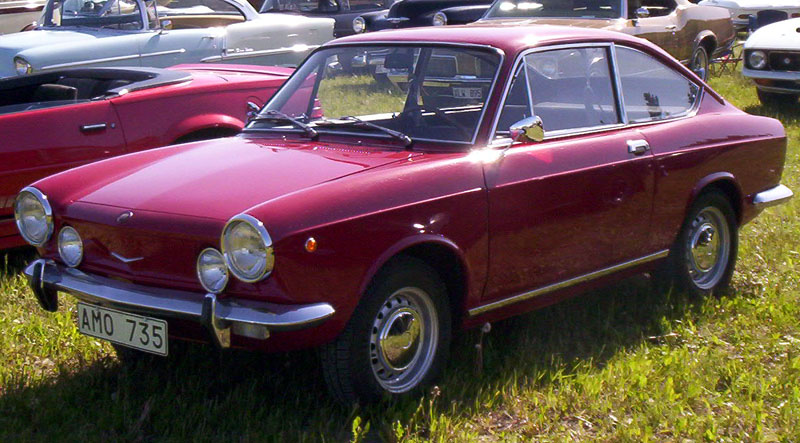
Fiat 850 Sport. De este modelo se basó el diseño del techo del 1600 Sport

A mediados de la década de 1960, la automotriz italiana Fiat anunció el lanzamiento de una serie de modelos destinados para su producción en Argentina, a través de su filial Fiat Concord. Los modelos presentados fueron obra del destacado carrocero turinés Alfredo Vignale, quien unos años antes había presentado una gama de vehículos pequeños para sustituir al Fiat 600, modelo que en Argentina comenzaba a ser suceso y la carta de éxito de la casa italiana. La línea se compuso de tres modelos: Una coupé estilo berlina con asiento enterizo atrás, una coupé 2+2 de 4 asientos individuales y un convertible. Sin embargo esta gama, que fue presentada como Fiat 850, no fue producida ni vendida en Italia bajo la marca Fiat, ya que para esa denominación fue elegido un diseño realizado por el Gruppo Bertone, lo que no significó que los diseños de Vignale fuesen descartados, ya que para ellos se trazaron nuevos planes. De esta forma, la coupé berlina y el convertible fueron destinados a su producción y comercialización en Argentina, mientras que la coupé 2+2 fue destinada a otros mercados con el nombre de Fiat 850 Special Por otra parte, la gama de Vignale fue tomada por Fiat para producir y vender en territorio italiano, pero no bajo la marca Fiat, sino que fueron producidos como Vignale 850.
Entre esa gama de vehículos, Vignale desarrolló también un modelo coupé que compartía mecánica y bastidor con el sedán Fiat 1500, a la cual denominó como Berlina 4 Posti. Sin embargo, nuevamente Fiat descartó esta opción para el mercado italiano, ya que se decantó en favor de producir también una versión deportiva para el 1500, pero en este caso tomando una carrocería diseñada por la casa Pininfarina. Al igual que los pequeños coches desarrrollados en 1964, el trabajo de Vignale volvió a ser redireccionado a la filial argentina, donde en 1966 hizo su presentación, siendo bautizada como Fiat 1500 Coupé. Sin embargo, a la hora de producir estos automóviles, desde Fiat Concord se encontraron con el inconveniente de que además de recibir las matrices desde Italia, las cuales en muchas oportunidades no mantenían su línea de escuadra, se le debía pagar a Vignale un canon por unidad construida. Esta situación comenzó a elevar los costos y lentificar el ritmo de producción. Fue así que en 1968, tras haber producido apenas 5228 unidades, se buscó la forma de librar a la empresa del pago de estos cánones al tomar la decisión de iniciar un nuevo desarrollo que sustituyera a la coupé 1500, pero que mantuviera a Fiat dentro del mercado de los automóviles sport.

### Desarrollo y lanzamiento del Fiat 1600 Sport
En 1968, Fiat Concord de Argentina se encontraba en pleno proceso de producción de la 1500 Coupé, para la cual no solo recibía las herramientas de matricería desde Italia, sino que además le debía pagar a su creador, Alfredo Vignale, un canon en concepto de franquicia por cada unidad producida. A su vez, las herramientas recibidas no resultaban ser ideales para consolidar la producción en serie, lo que provocaba que muchas veces los elementos no fuesen similares y se tuviera que trabajar en el emparejamiento del producto final. Con el paso del tiempo se desarrollaron nuevas herramientas, pero todavía se lidiaba con el pago de la franquicia al diseñador. 
Para evitar este gasto, que además de ser cada vez más elevado encarecía la producción del coche, se barajaron diferentes posibilidades para crear un desarrollo que fuese considerado propio y que liberase a la empresa de pagar ese impuesto. Fue así que desde las oficinas de Fiat Concord se trabajó en el rediseño de la Coupé 1500, teniendo el ingeniero Aldo Periz la responsabilidad de poner en marcha el plan.
Como primera medida, se dispuso conservar los principales elementos de base de la coupé 1500, como ser el chasis y su mecánica, la cual fue la última utilizada por el sedán Fiat 1500 e incorporada a su sucesor argentino Fiat 1600. En tanto que el principal desarrollo tuvo lugar en la carrocería, donde se buscó la forma de presentar un diseño que sea considerado propio. En ese aspecto, se mantuvo el diseño original de trompa de la coupé 1500 y su línea de cintura. En tanto que para el resto del coche se barajaron distintas alternativas, como ser la colocación de spoilers o tomas de aire. Sin embargo se optó por un cambio mucho más drástico, ya que se terminó aprobando el rediseño total de la parte superior, desde el parabrisas hasta el baúl. En ese sentido, Periz propuso implementar un diseño de techo con caída estilo fastback, inspirado en la versión Coupé Sport del Fiat 850, diseñado en Italia por Bertone, para lo cual fue necesario prolongar unos centímetros más la carrocería. De esta forma, en 1970 fue finalmente presentado el nuevo producto de Fiat desarrollado en Argentina, que fue denominado Fiat 1600 Sport.
Esta nueva coupé fue puesta en el mercado en el año 1970 y al igual que con la versión berlina del Fiat 1500, se recurrió a un método similar en su sucesión: Este modelo, había sido reemplazado en Argentina por una versión local del Fiat 125 que fue denominada como Fiat 1600. Esta berlina no era otra cosa más que la conjunción de la carrocería del 125, con la última motorización aplicada al 1500, siendo este un motor Fiat 115 C de 1625 cm³ con árbol de levas lateral y apertura de válvulas por varillas. En este contexto, Fiat Concord desarrolló el 1600 Sport manteniendo los atributos mecánicos de la Coupé 1500, pero agregando un plus a su preparación a fin de lograr un coche con prestaciones cercanas a lo deportivo. De esta forma, el motor fue dotado para ser capaz de generar 92 CV de potencia a 5300 RPM, acoplado a una caja manual de 4 velocidades. Con todos estos atributos, el 1600 Sport fue producido entre los años 1970 y 1972. Tras su último año de producción, toda la gama 1600 fue actualizada pasando a equipar los motores Fiat Twin Cam y siendo relanzada ya con el nombre Fiat 125.

## Fichas técnicas
| Modelos      | Fiat 1600 Sport     | Fiat 125 Sport      | Fiat 125 Sport    |
| ------------ | ------------------- | ------------------- | ----------------- |
| Valores      |                     |                     |                   |
| Standard     | Standard            | Potenciado          |                   |
| Período      | 1970-1972           | 1972-1978           | 1975-1978         |
| Motorización | Fiat 115 C 2038/20  | Fiat 125 B 038      | Fiat 125 B 038    |
| Cilindrada   | 1625 cc             | 1608 cc             | 1608 cc           |
| Tipo motor   | OHV I4              | DOHC I4             | DOHC I4           |
| Tracción     | Trasera             | Trasera             | Trasera           |
| Potencia     | 92 CV a 5230 RPM    | 100 CV a 6200 RPM   | 110 CV a 6200 RPM |
| Par Motor    | 14,5 kgm a 4200 RPM | 13,4 kgm a 4000 RPM | 15 kgm a 4800 RPM |